# Malaxis tamayoana
Malaxis tamayoana là một loài thực vật có hoa trong họ Lan. Loài này được Garay & W.Kittr. mô tả khoa học đầu tiên năm 1985.